# Jozef Timmerman
Jozef Timmerman (* 30. Oktober 1941 in Knesselare; † 10. März 2018 ebenda) war ein belgischer Radrennfahrer.

## Sportliche Laufbahn
Als Amateur gewann er 1962 eine Etappe der Belgien-Rundfahrt und den Grand Prix Victor Bodson. 1963 siegte er im Omloop Het Volk. In jener Saison wechselte er in die Klasse der Unabhängigen. 1963 wurde er Dritter im Amateurrennen von Gent–Wevelgem hinter dem Sieger Joseph Mathy. Er fuhr die Tour de l’Avenir und die Internationale Friedensfahrt, in der er den 6. Platz der Gesamtwertung erreichte. In der Marokko-Rundfahrt 1964 wurde er Zweiter hinter Mohamed El Gourch.
Seinen ersten Vertrag als Berufsfahrer erhielt er 1964 im Radsportteam Wiel’s-Groene Leeuw. Er gewann als Profi mehrere kleinere Rennen, ein großer Erfolg blieb aus.  Die Tour de France bestritt dreimal. 1965 kam er auf dem 68. Platz in der Gesamtwertung, 1964 und 1969 war er ausgeschieden. Im Giro d’Italia gab er 1967 das Rennen auf. Die Vuelta a España sah ihn dreimal am Start, 1965 wurde er 22., 1966 34. und 1969 45. der Gesamtwertung. 1971 beendete er seine Laufbahn.

## Familiäres
Timmerman war der Großonkel des Radrennfahrers Bjorg Lambrecht.